# كدارة صفراوية
يشير مصطلح الكدارة الصفراوية أو الحمأة الصفراوية إلى خليطٍ لَزِجٍ من جزيئات صغيرة مُتَرسِّبة من الصفراء. وتتكون هذه الرواسب من بلورات الكولسترول، وأملاح الكالسيوم وبيليروبينات الكالسيوم والميوسين وغيرها من المواد.

## العلامات والأعراض

### المضاعفات
قد تُسبِّب الكدارة الصفراوية مضاعفات مثل المغص المراري والتهاب المرارة والتهاب الأقنية الصفراوية الصاعد والتهاب البنكرياس الحاد. 

## الأسباب
ترتبط الكدارة الصفراوية بالحمل وفقدان الوزن السريع والتغذية الوريدية الكاملة والأدوية مثل سيفترياكسون والأوكتريوتيد وزرع الأعضاء الصلبة وجراحة المعدة. في العديد من هذه الظروف، يُعتقد أن ضعف قابلية المرارة للانقباض يؤدي إلى تكوين الكدارة.

## الفيزيولوجيا المرضية
من المحتمل أن ترتبط الفيزيولوجيا المرضية لتكوين الكدارة الصفراوية بخلل في المرارة. يمكن أن تبدأ الكدارة الصفراوية في التراكم، لعدم قدرة المرارة على التفريغ بشكل فعال.

## التشخيص

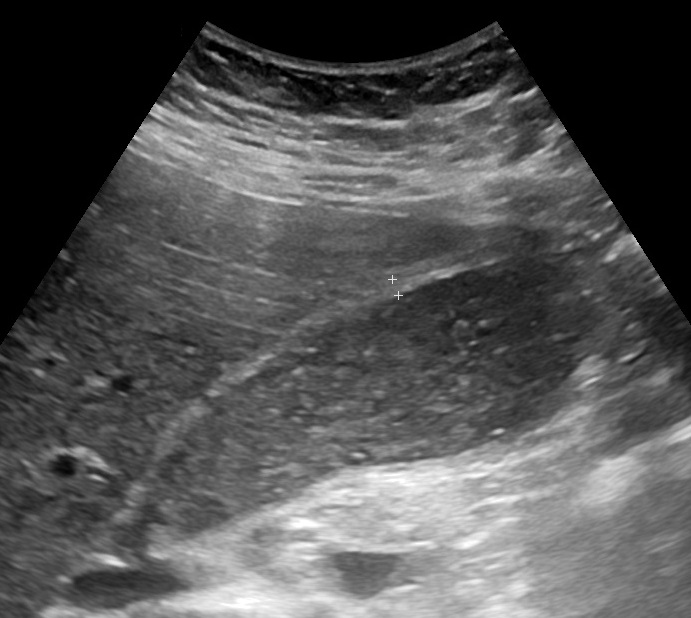
كدارة صفراوية تملأ المرارة بأكملها، مما يعطيها صدى مشابه للكبد (انظر إلى اليسار). كان لدى المريض حصى في قناة المرارة.

عادة ما يكون تشخيص الكدارة الصفراوية عن طريق الأشعة المقطعية أو التصوير بالموجات فوق الصوتية للبطن. يعد التصوير بالموجات فوق الصوتية بالمنظار خيارًا آخر أكثر حساسية. ومع ذلك، يعتبر المعيار الذهبي هو الفحص المجهري المباشر للصفراء المرارية المستنشقة. هذه الطريقة أكثر حساسية، على الرغم من أنها أقل عملية.

## العلاج
للمرضى الذين لا يعانون من أعراض، لا ينصح بالعلاج. إذا أصبح المرضى يعانون من أعراض أو أُصِيبوا بمضاعفات، يشار إلى استئصال المرارة. بالنسبة للذين ليس لديهم القدرة على إجراء العمليات الجراحية، يُمكن إجراء التدخّل الجراحي بالناظور لتقليل خطر الإصابة بالتهاب البنكرياس.

## النتائج
يمكن أن تؤدي الدورة السريرية للكدارة الصفراوية إلى واحد من ثلاثة أشياء:
1. يمكن أن تتحلل تمامًا.
2. تتشمع وتضعف.
3. تتطوّر إلى حصوات المرارة.[4][5][6]

إذا كان سبب الكدارة الصفراوية (الحمل)، تنتهي المشكلة في كثير من الأحيان عند زوال السبب الأساسي.

## علم الأوبئة
تُعدّ الكدارة الصفراوية من الأمراض منخفضة الانتشار. إذ أن معدل الانتشار يتراوح بين 0-0.20٪ عند الرجال و 0.18-0.27٪ عند النساء. ومع ذلك، في المرضى الذين يعانون من حالات معينة، قد يكون معدل الانتشار أعلى.